# 森友重憲
森友 重憲（もりとも しげのり、1933年〈昭和8年〉3月28日 - 2015年〈平成27年〉12月16日）は、日本の教育者。農林官僚であった森友政勝の長男。福岡県出身。

## 略歴
福岡学芸大学（現・福岡教育大学）を卒業後、伊田小学校を始めとして田川地区の小学校で教鞭を執り、イランの日本人学校、大浦小学校校長を務めた。その後、JICAからの依頼でブラジルのトメアス日本語学校にて教鞭を執る傍ら、学校経営の基本方針や組織運営を決定していくなど、日本語学校の経営に貢献した。

### 学歴
1955年（昭和30年）3月　福岡学芸大学（現．福岡教育大学）卒業

### 職歴
- 1955年（昭和30年）4月～1965年（昭和40年）3月 田川市立伊田小学校教員
- 1965年（昭和40年）4月～1975年（昭和50年）3月 田川市立金川小学校教員
- 1975年（昭和50年）4月～1978年（昭和53年）3月 文部省海外長期派遣としてイランテヘラン日本人学校へ赴任
- 1978年（昭和53年）4月～1980年（昭和55年）3月 田川市立弓削田小学校教頭
- 1980年（昭和55年）4月～1992年（平成4年）3月 田川市立大浦小学校教頭、校長　JICAからの依頼あり、時期を少し早め退職
- 1992年（平成4年）4月～1992年（平成4年）12月 海外渡航の準備に入る
- 1993年（平成5年）1月～1995年（平成7年）1月 ブラジルトメアス日本語学校

## 表彰
2013年（平成25年）春の叙勲　瑞宝双光章受章